# میگل لائرا
میگل لائرا (اسپانیایی: Miguel Lahera‎؛ زادهٔ ۲۴ ژانویهٔ ۱۹۸۵) بازیکن بیس‌بال اهل کوبا است.